# ジュゼッペ・バッティストン
ジュゼッペ・バッティストン（Giuseppe Battiston、1968年7月22日 - ）はイタリアの俳優。

## 略歴
1968年7月22日にイタリアのウーディネで生まれ、ミラノのパオロ・グラッシ演劇学校を卒業すると、ほどなくして舞台俳優として頭角を表す。
映画にも出演するようになると、ダヴィッド・ディ・ドナテッロ賞やナストロ・ダルジェント賞に何度もノミネートされ、受賞もしている。
シルヴィオ・ソルディーニ監督作品で知られる。

## 主な出演作品
- ベニスで恋して Pane e tulipani (2000)
- Agata e la tempesta (2004)
- La bestia nel cuore (2005)
- 人生は、奇跡の詩 La tigre e la neve (2005)
- 愛と欲望 ミラノの霧の中で A casa nostra (2006) ※日本劇場未公開
- 考えてもムダさ Non pensarci (2007)
- 日々と雲行き Giorni e nuvole (2007)
- まなざしの長さをはかって La giusta distanza (2007) ※日本劇場未公開
- 人生、ここにあり! Si può fare (2008) ※イタリア映画祭2009での上映タイトルは『やればできるさ』
- 30日の不倫 Cosa voglio di più (2010) ※日本劇場未公開
- ラ・パッショーネ La passione (2010) ※イタリア映画祭2011にて上映
- 星の子どもたち Figli delle stelle (2010) ※イタリア映画祭2011にて上映
- Senza arte né parte (2011)
- ある海辺の詩人 -小さなヴェニスで- Io sono Li (2011) ※イタリア映画祭2012での上映タイトルは『シュン・リーと詩人（仮題）』
- 司令官とコウノトリ Il comandante e la cicogna (2012) ※イタリア映画祭2013にて上映
- Zoran, il mio nipote scemo (2013)
- 初雪 La prima neve (2013) ※イタリア映画祭2014にて上映
- 幸せの椅子 La sedia della felicità (2013) ※イタリア映画祭2015にて上映
- La felicità è un sistema complesso (2015)
- おとなの事情 Perfetti sconosciuti (2016)
- Dopo la guerra (2017)
- Finché c'è prosecco c'è speranza (2017)
- 私が神 Io c'è (2018) ※イタリア映画祭2019にて上映
- TRUST/トラスト ゲティ家のスキャンダル Trust (2018) ※シーズン1のエピソード2から4
- ルチアの恩寵 Troppa grazia (2018)
- ピノキオ Pinocchio (2022)

## 受賞歴
ダヴィッド・ディ・ドナテッロ主演男優賞
- 2004年：ノミネート『Agata e la tempesta』
- 2014年：ノミネート『Zoran, il mio nipote scemo』

ダヴィッド・ディ・ドナテッロ助演男優賞
- 2000年：受賞『ベニスで恋して』 ※『Un uomo perbene』のレオ・グロッタ（イタリア語版）との同時受賞
- 2008年：ノミネート『日々と雲行き（イタリア語版）』
- 2009年：受賞『考えてもムダさ』
- 2011年：受賞『ラ・パッショーネ』
- 2012年：ノミネート『ある海辺の詩人 -小さなヴェニスで-（イタリア語版）』
- 2013年：ノミネート『司令官とコウノトリ』
- 2014年：ノミネート『幸せの椅子』
- 2016年：ノミネート『La felicità è un sistema complesso』

ナストロ・ダルジェント主演男優賞
- 2018年：ノミネート『Finché c'è prosecco c'è speranza』『Dopo la guerra』

ナストロ・ダルジェント助演男優賞
- 2006年：ノミネート『La bestia nel cuore』
- 2008年：ノミネート『まなざしの長さをはかって（イタリア語版）』『考えてもムダさ』
- 2011年：受賞『ラ・パッショーネ』『星の子どもたち（イタリア語版）』『Senza arte né parte』